# الفارس (مسرحية)
الفارس هي مسرحية مستوحاة من أشعار الشيخ محمد بن راشد آل مكتوم، نائب رئيس الدولة رئيس مجلس الوزراء حاكم دبي، بالتعاون مع الأخوين رحباني.

## الحبكة
تعرض المسرحية الموسيقية مجموعة من الممثلين الشباب الموهوبين والمغنين والراقصين المحترفين. تدور القصة حول فارس يدعى فارس يحاول بناء مدينة مثالية ليتحد الناس معًا لكنه يواجه بعض التحديات والصعوبات بسبب اختطاف حبيبته شموس (الزعيمة الأنثى) ويقع في حيرة شديدة بين مساعدة حبيبته وبناء المدينة. يشق طريقه بصعوبة، ويواجه عقبات كثيرة، لكنه يسترشد برسول أو حكيم، فينصحه وينيره بحكمته وفكره. يبدأ الفارس بعد ذلك في فهم الرسالة وراء كلمات الرجل الحكيم ويحاول إنقاذ حبيبته وإنشاء مدينة توحد الناس معًا. القصائد المسرحية التي يتم تقديمها كلها من تأليف صاحب السمو الشيخ محمد بن راشد آل مكتوم ، والموسيقى من تأليف أوركسترا ، ويتحدث الشخصيات في المسرحية اللغة العربية بلكنة إماراتية . تقدم المسرحية العديد من العناصر المختلفة مثل مسيرات الخيول وتأثيرات الإضاءة. استغرق إنتاج هذا العرض سنوات عديدة، وهو إنتاج ضخم في دبي بمساعدة براند دبي. "تضم مسرحية الفارس أبياتًا من 30 قصيدة مختارة بعناية من بين 150 قصيدة لصاحب السمو الشيخ محمد بن راشد آل مكتوم . وقد أضفى دمج الأبيات في السرد على النص نكهة ملحمية. وأشرف الشاعر الإماراتي سيف السعدي على أداء الممثلين لضمان توافقه مع إيقاعات اللهجة الإماراتية . وقام غدي الرحباني ومؤيد الشيباني بتطوير قصة وسيناريو المسرحية".

## الطاقم
- غسان صليبا بدور الفارس
- بلقيس كالشموس
- جهاد الأطرش في دور الحكيم
- نزيه يوسف في دور غيران
- مايا يمين في دور المضيافة
- بطرس حنا في دور شهاب
- روميو هاشم في دور التاجر
- كميل يوسف في دور رجل القافلة
- الإشراف العام/الإخراج: مروان الرحباني
- قصة وسيناريو مؤيد الشيباني ومروان الرحباني
- من إنتاج براند دبي

## الإنتاج
تقوم شركة رحباني للإنتاج بإنتاج وتنظيم الحفلات والمناسبات الكبرى على المستوى العربي والعالمي. انطلقت الشركة من لبنان والإمارات العربية المتحدة لتصنع لنفسها خلال ثلاثة عقود مكانة مميزة بفضل إنتاجها الإبداعي الذي نال التقدير وفاز بالعديد من الجوائز الإقليمية والدولية لإبداعه وجودته العالية في الإنتاج. تأسست الشركة عام 1977 على يد المخرج مروان الرحباني وانضم إليهم لاحقاً شقيقه غدي الرحباني ، وما زالت الشركة مستمرة حتى اليوم في مسيرتها الريادية والإبداعية في هذا المجال. يُعد هذا الإنتاج أيضًا جزءًا من مبادرة حكومة دبي، "براند دبي"، التي تهدف إلى إبراز ثقافة وتراث دولة الإمارات العربية المتحدة . نكهات هذه المسرحية الموسيقية متجذرة بعمق في ثقافة الإمارات العربية المتحدة.